# Bundesstraße 75
Die Bundesstraße 75 (Abkürzung: B 75) ist eine deutsche Bundesstraße und führte früher von Travemünde an der Lübecker Bucht der Ostsee quer durch Nordwestdeutschland bis zur niederländischen Grenze in Ostfriesland. Auf ihrem Weg führt sie durch die vier Bundesländer Schleswig-Holstein, Hamburg, Niedersachsen und Bremen.
Heute ist die Bundesstraße 75 auf langen Teilstücken durch Autobahnen ersetzt oder zur Landesstraße, teilweise auch zur Kreisstraße, herabgestuft worden und endet in Delmenhorst. Der Verkehr ab Delmenhorst in den Norden der Niederlande folgt in etwa dem früheren Streckenverlauf der früheren B 75 von Delmenhorst über Oldenburg und Leer nach Bunde und Winschoten.

## Verlauf

### Schleswig-Holstein
Die Bundesstraße 75 beginnt am Ortsrand von Lübeck-Travemünde unweit der Ostsee. Wenig später zweigt von der vierstreifig ausgebauten Straße die B 76 (Bäderstraße) zu den Ostseebädern der Lübecker Bucht ab. Der Travemünder Fährhafen Skandinavienkai für den internationalen Verkehr mit Skandinavien, Finnland und dem Baltikum wird über eine eigene Anschlussstelle erschlossen. In Lübeck-Siems zweigt die B 75 als Travemünder Landstraße vom eigentlichen Streckenverlauf (Übergang in die A 226) ab und unterquert gemeinsam mit der hier beginnenden B 104 die Trave im Herrentunnel.
Kurz hinter der Travequerung zweigt die B 104 Richtung Schwerin ab. Die Bundesstraße 75 (Travemünder Landstraße) führt weiter Richtung Lübeck-Zentrum  und erreicht nach insgesamt 17 km das Lauerholz. Von dort führt sie als Travemünder Allee durch die östliche Lübecker Vorstadt St. Gertrud und umgeht, nach Süden abknickend, in einem Bogen über die Wakenitzbrücke und den südlichen Stadtteil St. Jürgen in einigem Abstand die historische Altstadt. Von Travemünde bis St. Gertrud war die B 75 als Bundesautobahn 227 geplant, der Plan wurde nie realisiert.
Am Berliner Platz, einem zweistreifigen Kreisverkehr, kreuzt die B 207. Nach den westlichen Stadtteilen St. Lorenz Süd und Lübeck-Buntekuh verlässt die B 75 das Stadtgebiet und führt entlang der Trave über Reinfeld nach Bad Oldesloe, wo sie die A 20 überquert und A 1 unterquert, die B 208 tangiert und schließlich die A 21 unterquert. Ein paar Kilometer weiter wird Elmenhorst erreicht, wo die B 75 seit 2015 nun nach Westen abknickt und zur B 432 nach Kayhude führt.
Die frühere Strecke durch Bargteheide und Ahrensburg wurde zur Landesstraße 82 zurückgestuft.

### Hamburg

B 75 in Hamburg

Seit 2015 ist die B 75 im Norden Hamburgs durch Herabstufung unterbrochen und führt ab der B 5  im Stadtteil Hohenfelde weiter. Kurz vor den Hamburger Elbbrücken trifft die B 75 auf die B 4, mit der gemeinsam sie südlich davon auf die kurze Autobahn 255 übergeht, die die Bundesstraße hier seit den 1990er Jahren als Umgehung des Stadtteils Veddel ersetzen. Von dort durchquert diese nun den Stadtteil Wilhelmsburg als vierstreifige Kraftfahrstraße (Wilhelmsburger Reichsstraße), an die sich seit den 1990er Jahren die Harburger Umgehung anschließt. Von deren Ende in Hamburg-Wilstorf führt die B 75 durch Harburg weiter nach Südwesten, wo sie die A 7 an deren Anschlussstelle Nr. 34 Hamburg-Marmstorf tangiert und kurz danach am Anschluss Hamburg-Marmstorf-Lürade direkt auf die A 261 führt.
In den 1990er Jahren wurden Abschnitte in Veddel und Harburg durch die Autobahnen 252 (Veddel, zusammen mit A 255) und 253 (Harburg) ersetzt. Im Rahmen der Eröffnung der neuen Wilhelmsburger Reichsstraße, die den gleichnamigen Stadtteil östlich umgeht, wurden diese Autobahnen zur B 75 herabgestuft.

### Niedersachsen und Bremen

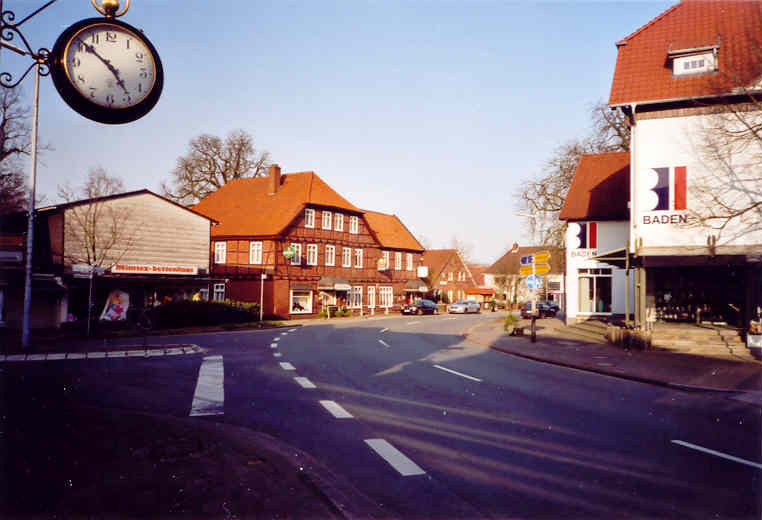
Ortsdurchfahrt der B 75 in Scheeßel

Nachdem der acht Kilometer lange Abschnitt ab Lürade entlang der Harburger Berge durch die niedersächsische Gemeinde Rosengarten (Landkreis Harburg) nach Dibbersen zur Kreisstraße 85 herabgestuft wurde (heutige Bezeichnung: „Nebenstrecke“), beginnt die Bundesstraße 75 erst wieder an ihrem 111. Kilometer, bei der Ausfahrt Buchholz-Dibbersen der A 1. Nun führt sie nördlich an der Stadt Buchholz in der Nordheide vorbei, kurz hinter der sie die B 3 kreuzt. Über Tostedt und Scheeßel geht es weiter zur Kreisstadt Rotenburg (Wümme) (Kilometer 157). Bei Kilometer 165, an der Ausfahrt Stuckenborstel der A 1, wird sie wieder zur Landesstraße herabgestuft; die L 168 erreicht bei Kilometer 182 die Stadtgrenze von Bremen.

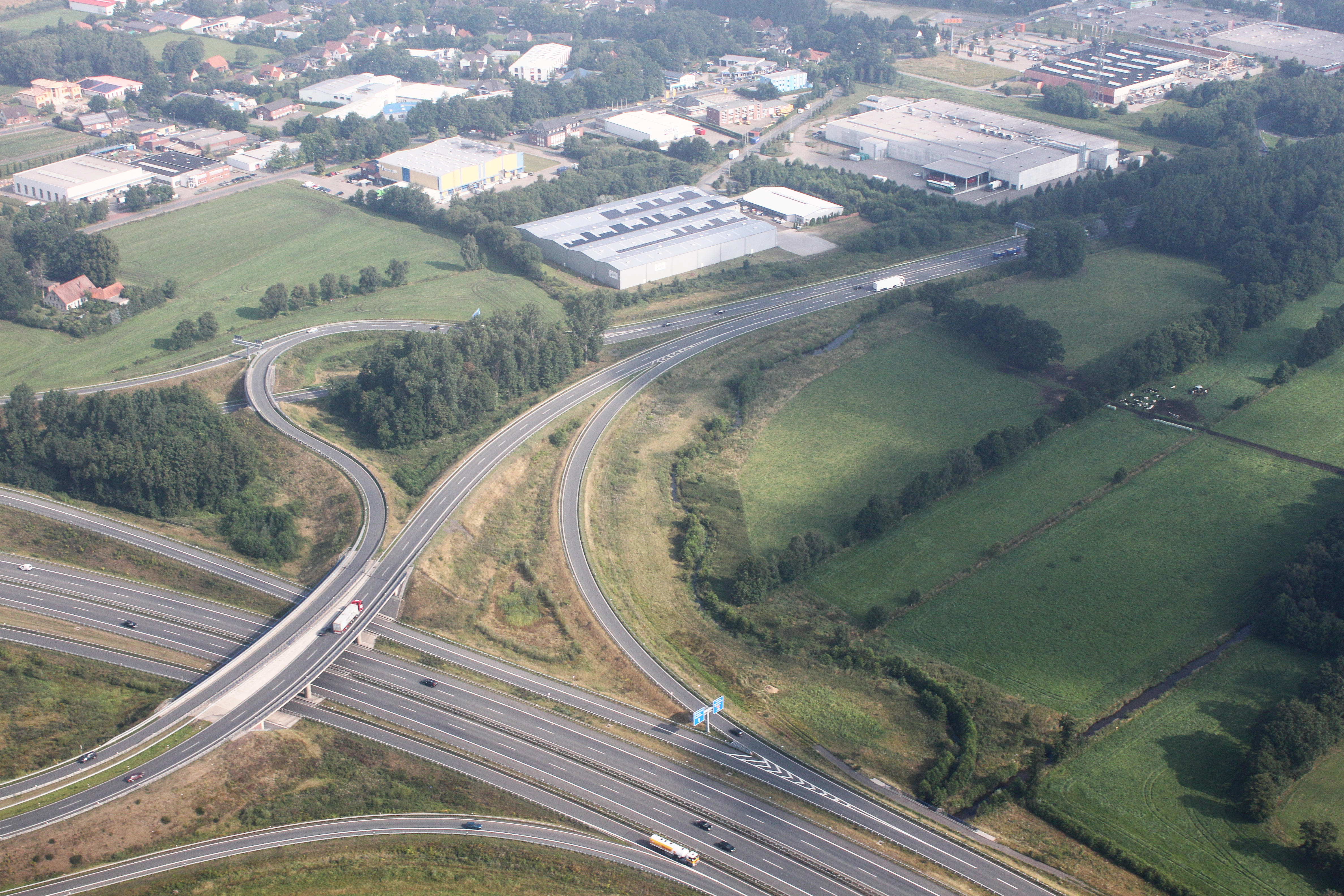
Autobahndreieck Delmenhorst; rechts oben die B 75 nach Bremen

Auch im Stadtgebiet Bremen wurde die B 75 herabgestuft. Erst ab der Kreuzung Neuenlander Straße/Oldenburger Straße beginnt sie als vierstreifige Kraftfahrstraße erneut, um bei Kilometer 199 wieder nach Niedersachsen zurückzukehren, wo sie nach acht Kilometern Delmenhorst erreicht und in die A 28 übergeht. Seit dem Ausbau des Autobahndreiecks Delmenhorst ist es möglich, aus Richtung Bremen direkt zum Autobahndreieck Stuhr und weiter über die A 1 nach Osnabrück bzw. aus Richtung Osnabrück durchgängig vierstreifig über die A 28 und die B 75 ins Stadtzentrum Bremens zu fahren. Auf dem Abschnitt Bremen – Delmenhorst sollte die B 75 ursprünglich zur Bundesautobahn 282 ausgebaut werden.
Am Dreieck Delmenhorst endet die B 75 nach einer Gesamt-Streckenlänge von 207 km. Früher führte sie noch 120 km weiter westlich durch den Landkreis Oldenburg, die Stadt Oldenburg, das Ammerland, durch Ostfriesland  über Leer bis zur niederländischen Grenze hinter Bunde. Westlich des Dreiecks Delmenhorst ist die B 75 heute weitgehend durch die A 28, die A 31 und die A 280 ersetzt worden. Die alte Trasse der B 75 ist zwischen Delmenhorst und Hesel überwiegend zu Landesstraßen herabgestuft worden (mit Ausnahme der früher zweistreifigen Umgehungsstraße Oldenburgs, die zur A 28 ausgebaut wurde). Der Abschnitt der ehemaligen B 75 von Hesel bis zur niederländischen Grenze ist mittlerweile Teil der B 436.

## Maut
Der Herrentunnel (Länge 866 m) ist für alle Kraftfahrzeuge (außer Mofa) mautpflichtig. Mofas, Fahrräder und Fußgänger können ihn nur im mit Wartezeiten verbundenen Omnibus-Shuttle, dafür aber kostenlos, benutzen.
Der etwa 5 Kilometer lange Bereich zwischen A 253 (AS HH-Wilstorf) und A 261 bzw. A 7 (AS HH-Marmstorf) war auf einer Länge von 3,4 Kilometer seit dem 1. Januar 2007 durch die MautStrAusdehnV für LKW mautpflichtig und wurde ausgiebig kontrolliert.
Ab dem 1. August 2012 waren zwei weitere Abschnitte mit 8,4 Kilometer (Lübeck – Travemünde) und 8,3 Kilometer (Bremen – Übergang in die A 28) nach Bundesfernstraßenmautgesetz für LKW mautpflichtig.
Die insgesamt mautpflichtige Länge betrug somit bis zum 31. Dezember 2017 gut 20 Kilometer, das entsprach etwa 10 % der Gesamtlänge. Heute sind alle Abschnitte der ehemaligen Reichsstraße 75, die nicht zurückgestuft wurden, mautpflichtig.

## Geschichte

### Ursprung
Im Mittelalter und in der frühen Neuzeit spielte die Straße als Verkehrsweg eine untergeordnete Rolle. Damals dienten die Flüsse Alster und Trave als günstigster Verkehrsweg zwischen Hamburg und Lübeck, lediglich zwischen Kayhude und Sülfeld wurden die Waren auf dem Landweg transportiert. In Oldesloe bestand bereits 1175 eine Wegezollstation. Von Lübeck kommend nahm der sogenannte Königsweg allerdings bereits in Bargteheide einen weiter westlich liegenden Weg nach Hamburg, die spätere Bundesstraße 434.
Der Streckenabschnitt zwischen Bremen und Hamburg wurde von 1811 bis 1813 als Teil einer schnurgeraden napoleonischen Heerstraße von Münster (siehe Bundesstraße 51) nach Hamburg gebaut. Diese Route Impériale Nr. 3 war die erste ausgebaute Chaussee durch die nordwestdeutsche Tiefebene, sie durchquerte die einst unpassierbaren Moore und ersetzte historische Handelswege über die Geest (z. B. die Bundesstraße 74).
Der Streckenabschnitt von Bremen nach Oldenburg wurde 1825 als erste Straße im Großherzogtum Oldenburg zur befestigten Landstraße (Chaussee) ausgebaut. Der weiterführende Streckenabschnitt von Oldenburg über Bad Zwischenahn nach Westerstede wurde 1843 fertiggestellt.
Zwischen Altona und Lübeck entstand erst ab 1840 die erste Chaussee. Diese Altona-Lübecker Chaussee führte von Schnelsen über Ochsenzoll nach Nordosten (heutige Bundesstraße 432) und weiter über Bargfeld nach Elmenhorst. Auf dieser Strecke fuhr ab dem 1. Juli 1841 einmal täglich die gefederte und von vier kräftigen Pferden gezogene „Diligence“ (Postkutsche), die in drei Coupés geteilt war und 15 Reisende fasste. Doch bereits ab dem 1. November 1842 nahmen die Diligencen den kürzeren Weg über Ahrensburg und Wandsbek, der bis 2014 der Bundesstraße 75 entsprach.

### Frühere Strecken und Bezeichnungen
Die 1932 eingerichtete Fernverkehrsstraße 75 (FVS 75), ab 1934 in Reichsstraße 75 (R 75) umbenannt, umfasste ursprünglich nur den kurzen Abschnitt von Rotenburg („im Hannoverschen“) bis kurz vor Buchholz. Von dort führte die R 3 (die die B 75 heute an dieser Stelle als B 3 kreuzt) auf der Strecke der heutigen B 75 über Hamburg nach Travemünde. Der Abschnitt von Leer über Bremen bis Rotenburg wurde anfangs als Reichsstraße 71 bezeichnet. Nach 1936 begann die R 75 an der holländischen Grenze und führte über Leer zu ihrem bisherigen Ende bei Buchholz. Erst in den Ausgaben des Conti-Atlas nach 1938 taucht für die gesamte Strecke von Bunde bis Travemünde die Bezeichnung „75“ auf.

### Ersetzungen
Die Schnellstraße im Bremer Stadtgebiet wurde in den Jahren 1960 bis 1962 ausgebaut.
Die westliche Teilstrecke zwischen Delmenhorst und Leer wurde nach 1974 durch die Bundesautobahn 28 ersetzt. Auf dem Bremer Stadtgebiet ist die B 75 nunmehr größtenteils herabgestuft worden und die Kennzeichen wurden entfernt. Im allgemeinen Sprachgebrauch wird dort aber immer noch auf die B 75 verwiesen.
In Schleswig-Holstein und Hamburg ist die B 75 zwischen der Kreuzung mit der B 5 (Kreuzung Wandsbeker Chaussee/Wartenau/Lübecker Straße) und Elmenhorst zur Hauptstraße bzw. Landstraße herabgestuft worden.
Die L 82 ist zwischen Elmenhorst und Kayhude zur Bundesstraße heraufgestuft worden und hat die Bezeichnung B 75 erhalten. Somit ist ein Anschluss zur B 432 südlich von Kayhude hergestellt. Die Umstufung erfolgte zum 1. Januar 2015.

## Tourismus

### Ferienstraßen
Die Grüne Küstenstraße führt auf verschiedenen Wegen von Hamburg zur niederländischen Grenze bei Nieuweschans. Westlich von Oldenburg folgt diese Ferienstraße dabei der alten Bundesstraße 75.

### Sehenswürdigkeiten
Vor allem die Hansestädte Bremen, Hamburg und Lübeck sind bekannte Reiseziele an dieser Bundesstraße. Unweit der ursprünglichen innerstädtischen Route der B75 in Delmenhorst liegt das Nordwestdeutsche Museum für Industriekultur. In ihrer dichteren Umgebung befindet sich das Ahrensburger Schloss.

### Landschaftlich reizvolle Strecken
Die Bundesstraße 75 führt überwiegend durch flache Moor- und leicht hügelige Geestlandschaft. Landschaftlich reizvoll ist vor allem der Abschnitt durch Stormarn zwischen Lübeck und Bad Oldesloe.